# القمة الخليجية 2006 (الرياض)
قمة مجلس التعاون الخليجي 2006 أو القمة الخليجية 27  هي قمة قادة دول مجلس التعاون الخليجي عقدت في  يوم السبت 9 ديسمبر 2006 بمدينة الرياض عاصمة المملكة العربية السعودية برئاسة خادم الحرمين الشريفين الملك عبدالله بن عبدالعزيز آل سعود ملك المملكة العربية السعودية. 

## المشاركون

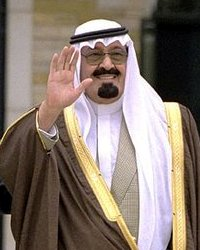
المملكة العربية السعودية خادم الحرمين الشريفين الملك عبدالله بن عبدالعزيز آل سعود ملك المملكة العربية السعودية (رئيس القمة)
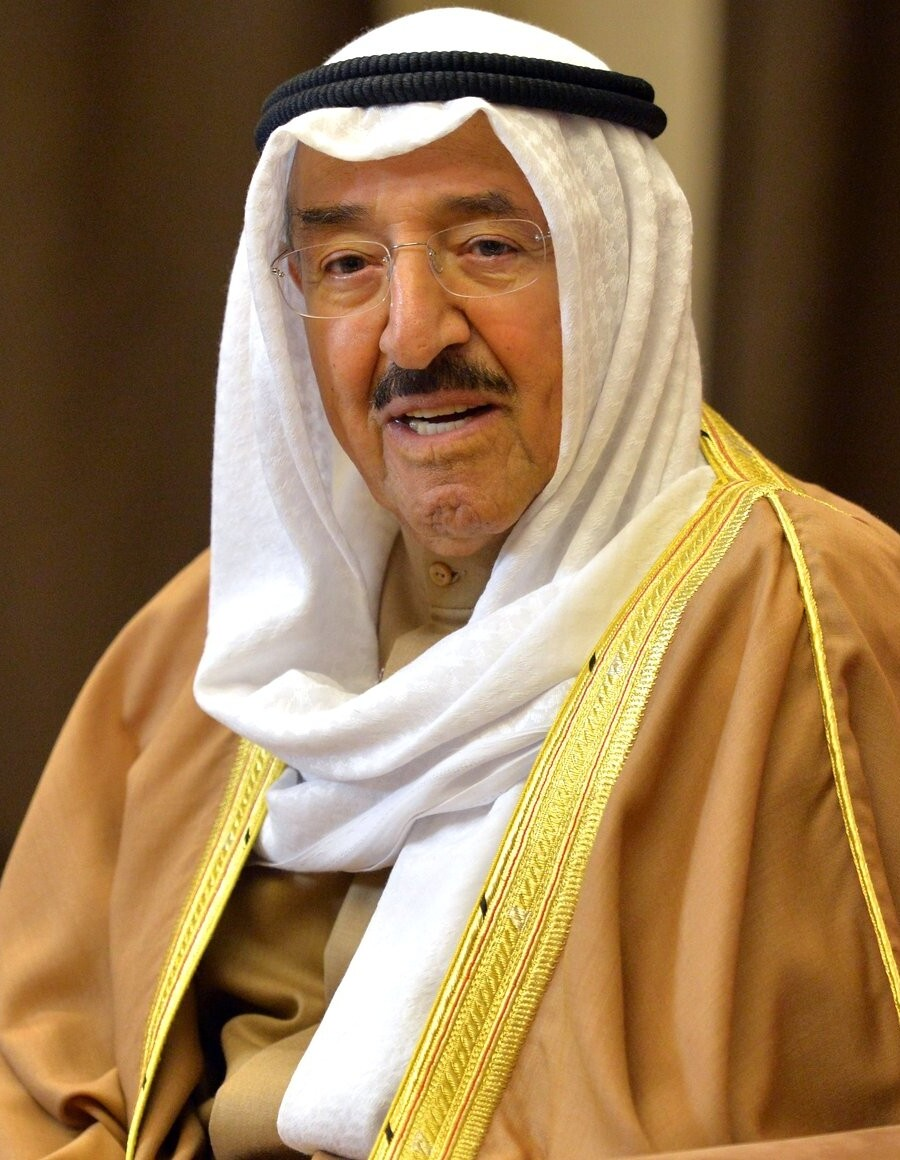
دولة الكويت صاحب السمو الشيخ صباح الأحمد الجابر الصباح أمير دولة الكويت
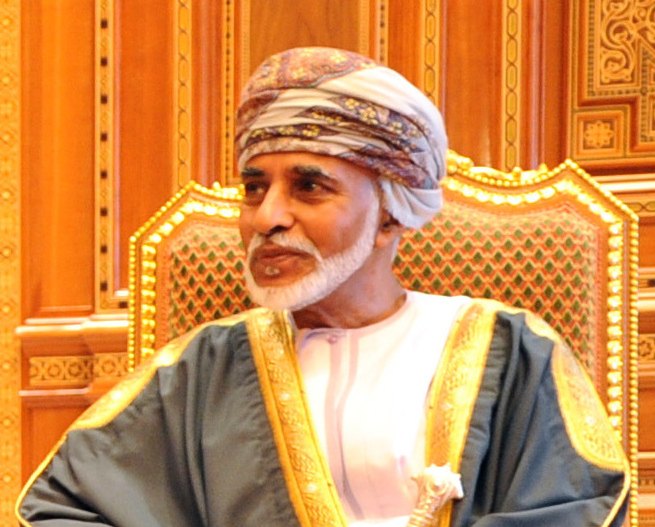
سلطنة عمان صاحب الجلالة السلطان قابوس بن سعيد آل سعيد سلطان عمان
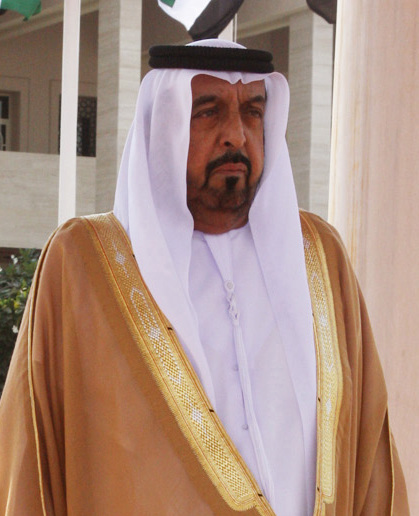
دولة الإمارات العربية المتحدة صاحب السمو الشيخ خليفة بن زايد آل نهيان رئيس دولة الإمارات العربية المتحدة
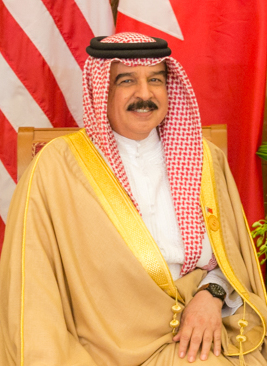
مملكة البحرين صاحب الجلالة الملك حمد بن عيسى آل خليفة ملك مملكة البحرين
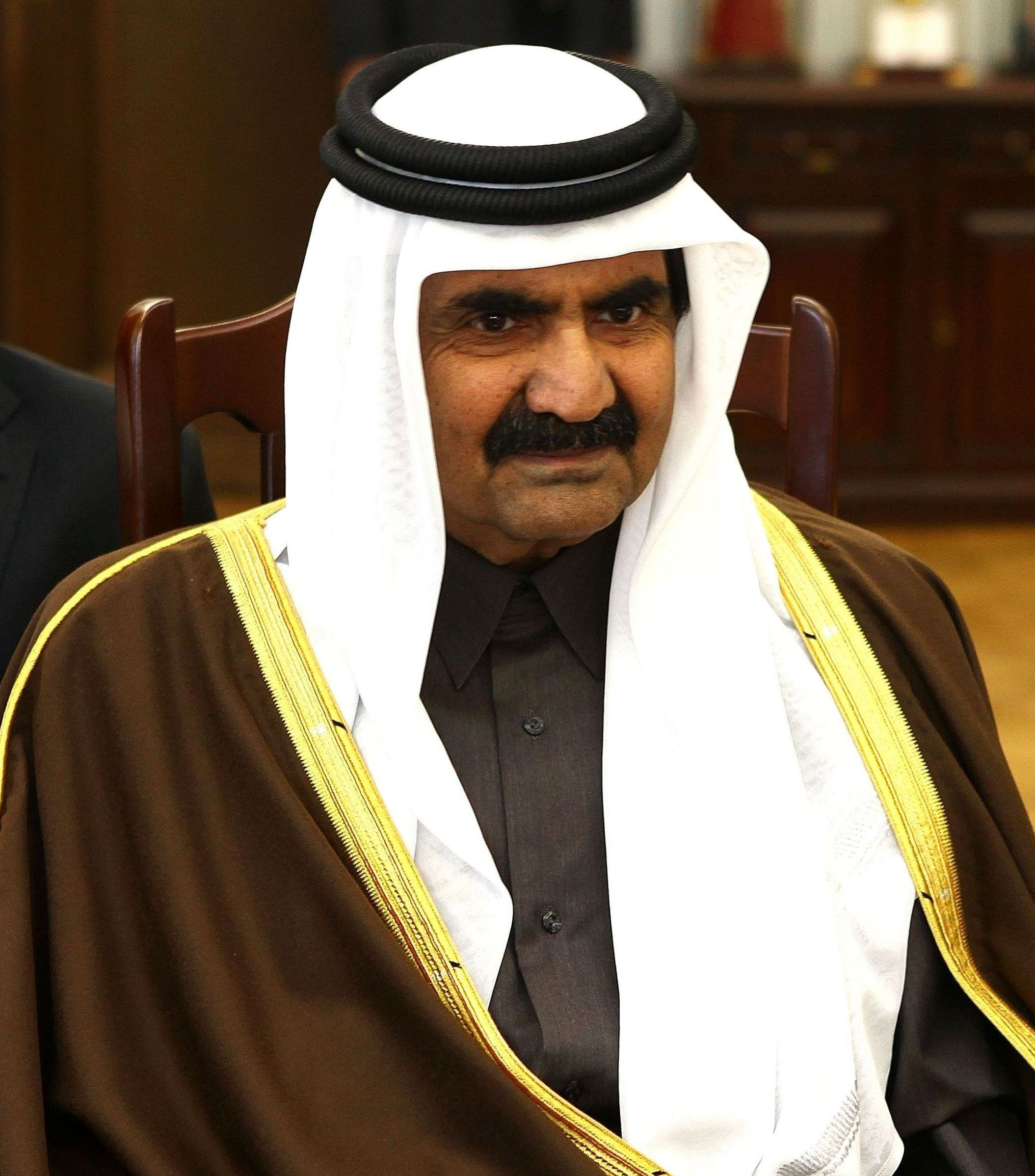
دولة قطر صاحب السمو الشيخ حمد بن خليفة آل ثاني أمير دولة قطر
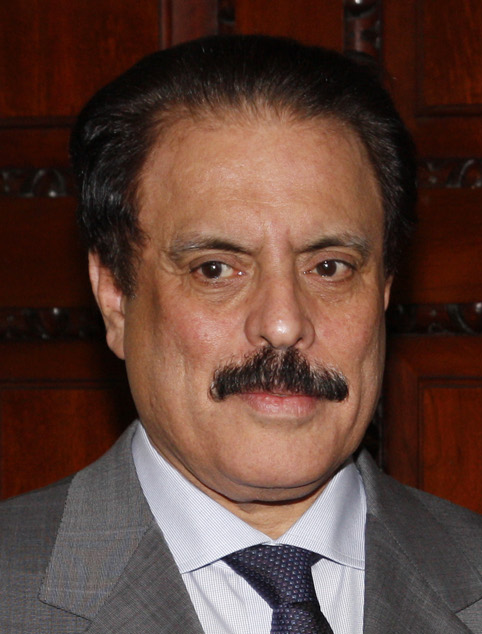
الأمانة العامة لمجلس التعاون الخليجي معالي السيد عبدالرحمن بن حمد العطية أمين عام مجلس التعاون لدول الخليج العربية